# آدی (تگزاس)
آدی (به انگلیسی: Ady) یک منطقهٔ مسکونی در ایالات متحده آمریکا است که در شهرستان پاتر، تگزاس واقع شده‌است. آدی ۹۶۰٫۱۳ متر بالاتر از سطح دریا واقع شده‌است.